# Holey dollar

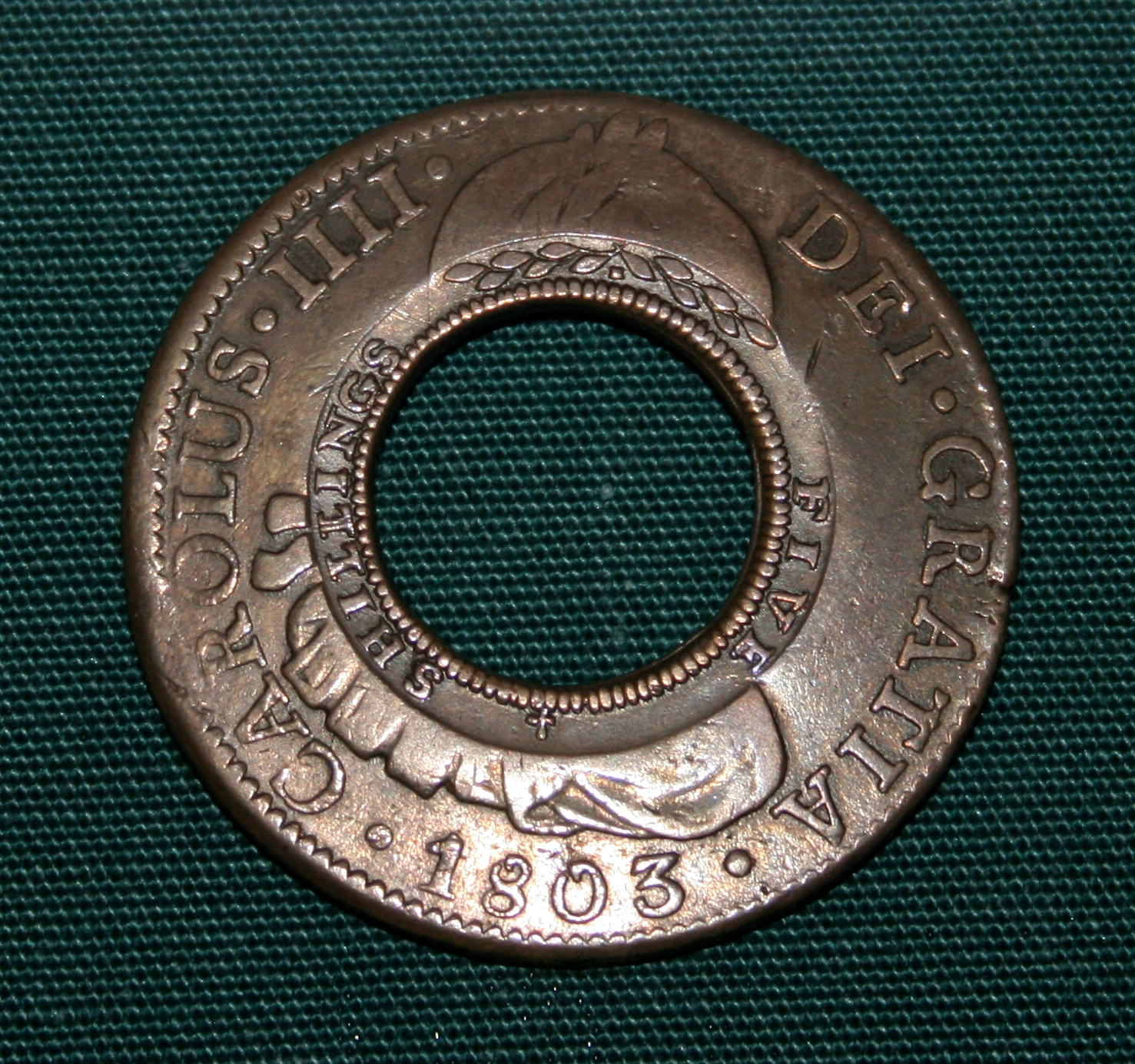
5-shilling 'holey dollar'

Holey dollar ("dollaro bucato" in italiano) è il nome dato alle monete utilizzate all'inizio della loro storia in due insediamenti inglesi: l'Isola del Principe Edoardo e il Nuovo Galles del Sud. Mediante la perforazione al centro dei dollari spagnoli, si creavano due parti: una piccola moneta, chiamata "dump" ("soldo") in Australia, e un anello, chiamato appunto "holey dollar".

## Isola del Principe Edoardo
Dal 1497 il governo spagnolo coniò una grande moneta d'argento nota, grazie all'ampia circolazione, come dollaro spagnolo. Intorno alla fine del XVIII secolo, questa moneta era in costante circolazione nel Canada orientale e negli Stati Uniti. Il valore della moneta differiva da città a città, ed era maggiore ad Halifax, in Canada. Utilizzando tale informazione, ogni volta che i commercianti dell'Isola del Principe Edoardo ne venivano in possesso, le spedivano ad Halifax, al fine di trarre profitto dal cambio favorevole. La conseguente penuria di moneta nell'isola spinse il governatore a raccogliere tutti i dollari spagnoli che riuscì al fine di perforarli al centro. Sia sui tasselli centrali che sulle corone fu impresso un sole raggiante. I tasselli centrali ebbero valore pari a uno shilling, le corone esterne pari a 5 shillings. Le monete, dopo tale mutilazione, non sarebbero perciò più state accettate al di fuori dell'isola e, conseguentemente, ne divennero la valuta ufficiale.

## Australia
Nel 1788, quando è stata fondata, la colonia del Nuovo Galles del Sud in Australia, si è imbattuta nel problema della penuria di denaro contante. Il governatore Lachlan Macquarie prese l'iniziativa, in merito alla somma di 10 000 sterline inviate dal governo britannico in dollari spagnoli, di utilizzarla per produrre monete con un sistema simile a quello sopra descritto. Queste monete, per un valore di 40 000 dollari spagnoli, arrivarono il 26 novembre 1812 da Madras sulla nave mercantile "Samarang", tramite la Compagnia Inglese delle Indie Orientali. Per impedire che esse lasciassero la colonia, vennero centrate per due diverse emissioni di monete.
C'erano i tasselli centrali (conosciuti come dumps) che avevano valore di 15 pence e venivano ribattuti con un nuovo disegno (una corona sul dritto, il valore sul rovescio), mentre i dollari ricevevano una sovrastampa intorno al foro ("New South Wales 1813" sul diritto, "Five Shillings" sul rovescio). L'holey dollar divenne la prima valuta ufficiale prodotta specificatamente per circolare in Australia.
Dal 1822 queste monete iniziarono ad essere ritirate e sostituite da una quantità sufficiente di monete in sterline. Si stima che ad oggi rimangano in circolazione 350 holey dollars e 1 500 dumps.
La "Macquarie Bank" utilizza l'holey dollar come logo per rappresentare l'ingegnosità e la conoscenza finanziaria.

## Monete simili
Sebbene non conosciute come "holey dollars", diverse colonie britanniche nei Caraibi hanno usato lo stesso metodo per produrre monete dai dollari spagnoli. Queste comprendono la Guyana britannica, Dominica, Grenada, Saint Vincent, Tobago e Trinidad. Le monete bucate e i tasselli centrali circolavano insieme a varie altre monete ottenute tagliando in sezioni le monete spagnole e quelle delle colonie spagnole. Il valore di queste monete metalliche era espresso in shillings e pence o in bits, pari a 9 pence.
Si veda Dollaro dominicano, Dollaro di Grenada e Dollaro di Saint Vincent.

## Hutt River Principality
La Hutt River Principality ha emesso una moneta commemorativa da 1 dollaro nel 1977 per celebrare il 25º anniversario dell'ascesa al trono (Silver Jubilee) della Regina Elisabetta II. Nel 1978 la Hutt River Principality ha emesso un'altra moneta da 1 dollaro, senza iscrizioni commemorative. Anche queste monete sono conosciute dai numismatici come holey dollars.